# Fernando Romboli
Fernando Romboli de Souza (ur. 4 stycznia 1989 w Rio de Janeiro) – brazylijski tenisista.

## Kariera tenisowa
Status profesjonalny Romboli uzyskał w 2006 roku.
W rozgrywkach cyklu ATP Tour Brazylijczyk wygrał dwa turnieje w grze podwójnej. W karierze zwyciężył również w jednym singlowym oraz czternastu deblowych turniejach rangi ATP Challenger Tour.
W rankingu gry pojedynczej najwyżej był na 236. miejscu (20 czerwca 2011), a w klasyfikacji gry podwójnej na 60. pozycji (7 kwietnia 2025).

### Finały w turniejach ATP Tour
| Legenda                                      |
| -------------------------------------------- |
| Wielki Szlem                                 |
| Igrzyska olimpijskie                         |
| Tennis Masters Cup / ATP Finals              |
| ATP Masters Series / ATP Tour Masters 1000   |
| ATP International Series Gold / ATP Tour 500 |
| ATP International Series / ATP Tour 250      |

#### Gra podwójna (2–0)
| Końcowy wynik | Nr | Data            | Turniej | Nawierzchnia | Partner              | Przeciwnicy                              | Wynik finału |
| ------------- | -- | --------------- | ------- | ------------ | -------------------- | ---------------------------------------- | ------------ |
| Zwycięzca     | 1. | 24 lipca 2021   | Umag    | Ceglana      | David Vega Hernández | Tomislav Brkić Nikola Ćaćić              | 6:3, 7:5     |
| Zwycięzca     | 2. | 6 kwietnia 2025 | Houston | Ceglana      | John-Patrick Smith   | Federico Agustín Gómez Santiago González | 6:1, 6:4     |